# Patrick Maynard Stuart Blackett
Patrick Maynard Stuart Blackett, baron Blackett, OM , CH , PRS, angleški fizik, * 18. november 1897, London, Anglija, † 13. julij 1974, London.
Blackett je leta 1948 prejel Nobelovo nagrado za fiziko »za razvoj metode z Wilsonovo meglično celico in raziskave na področjih jedrske fizike in kozmičnega sevanja.« Je začetnik paleomagnetizma.
Kraljeva družba iz Londona mu je leta 1940 za njegovo raziskovanje kozmičnih žarkov in rojev delcev, ki jih povzročajo, za njegov delež pri odkritju pozitivnega elektrona, za njegovo delo o mezonih in za druge eksperimentalne dosežke podelila svojo kraljevo medaljo. Leta 1956 mu je podelila svojo Copleyjevo medaljo.